# Manoir de Belêtre
Le manoir de Belêtre  est situé à Ploubalay en France.

## Localisation
Le manoir est situé sur l'ancienne commune de Ploubalay dans le département des Côtes-d'Armor, dans la région Bretagne.

## Description
Le manoir présente un logis remanié de plan rectangulaire simple en profondeur édifié en moellons de granite et schiste. Couvert d'un toit à longs pans à égout retroussé, ce logis comprend deux pièces principales au rez-de-chaussée, plus un probable cellier à droite dont l'accès a été muré, un étage carré et un étage de comble. Orientée au sud, la façade antérieure présente trois travées, soit une travée imparfaite placée quasiment au centre de la façade, laquelle travée reçoit l'entrée jouxtée d'une petite fenêtre, et deux travées latérales formées par de grandes baies rectangulaires verticales. L'étage de comble est éclairé par trois lucarnes architecturées soulignant chacune une travée : une lucarne à fronton-pignon triangulaire au centre et deux lucarnes latérales à l'aspect insolite agrémentées de volutes.

## Historique
Le manoir de Belêtre comprend un logis du XVIIe siècle, ayant appartenu selon Henri Frotier de La Messelière à la famille Gouyon (XVIIe-XVIIIe s.), et des dépendances datant du XIXe siècle.
Il est inscrit à l'inventaire général du patrimoine culturel.